# Cautethia
Cautethia este un gen de molii din familia Sphingidae. 

## Specii
- Cautethia carsusi - Haxaire & Schmit, 2001
- Cautethia exuma - McCabe, 1984
- Cautethia grotei - H. Edwards, 1882
- Cautethia noctuiformis - (Walker, 1856)
- Cautethia simitia - Schaus, 1932
- Cautethia spuria - (Boisduval, 1875)
- Cautethia yucatana - Clark, 1919

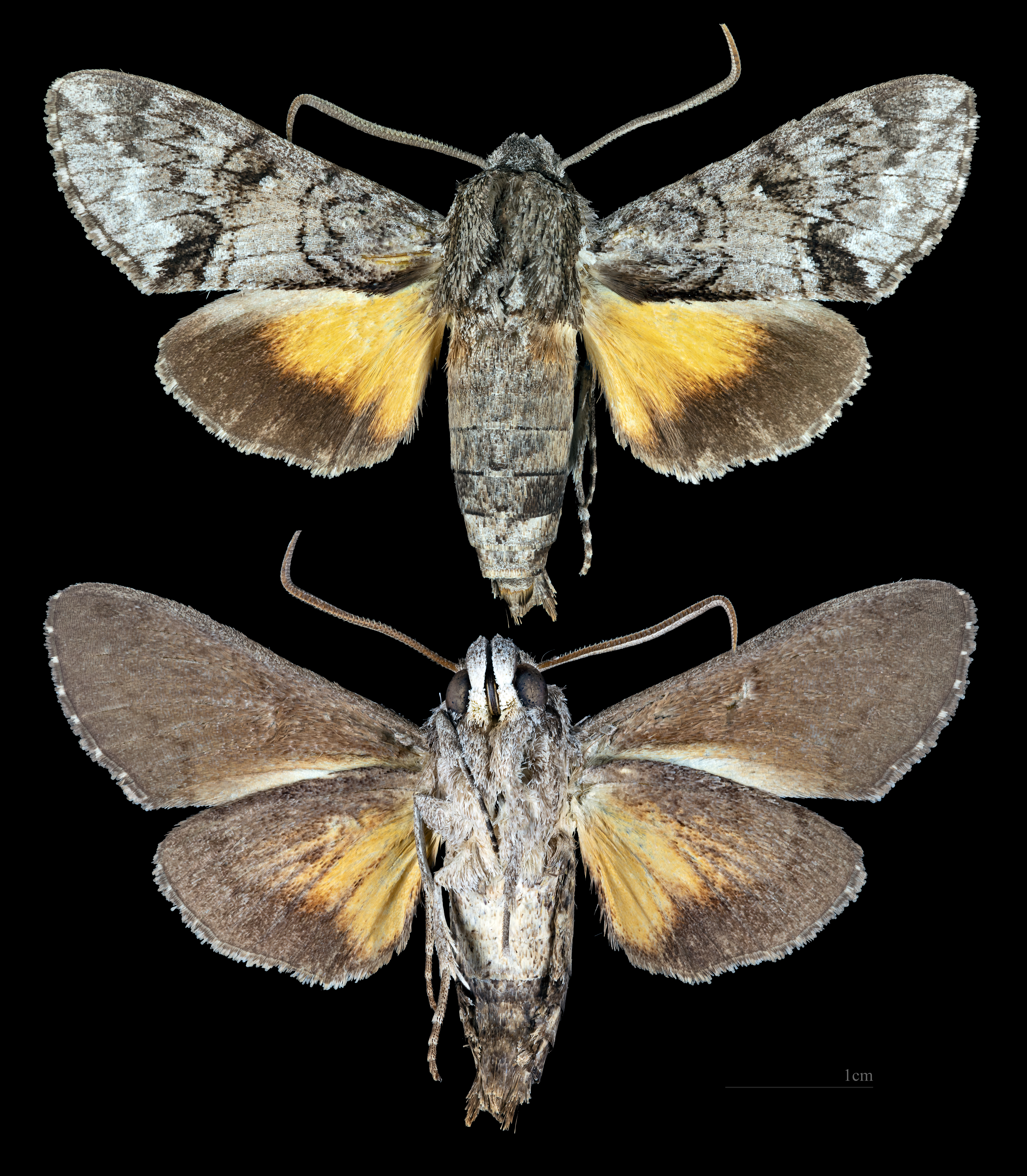
Cautethia grotei
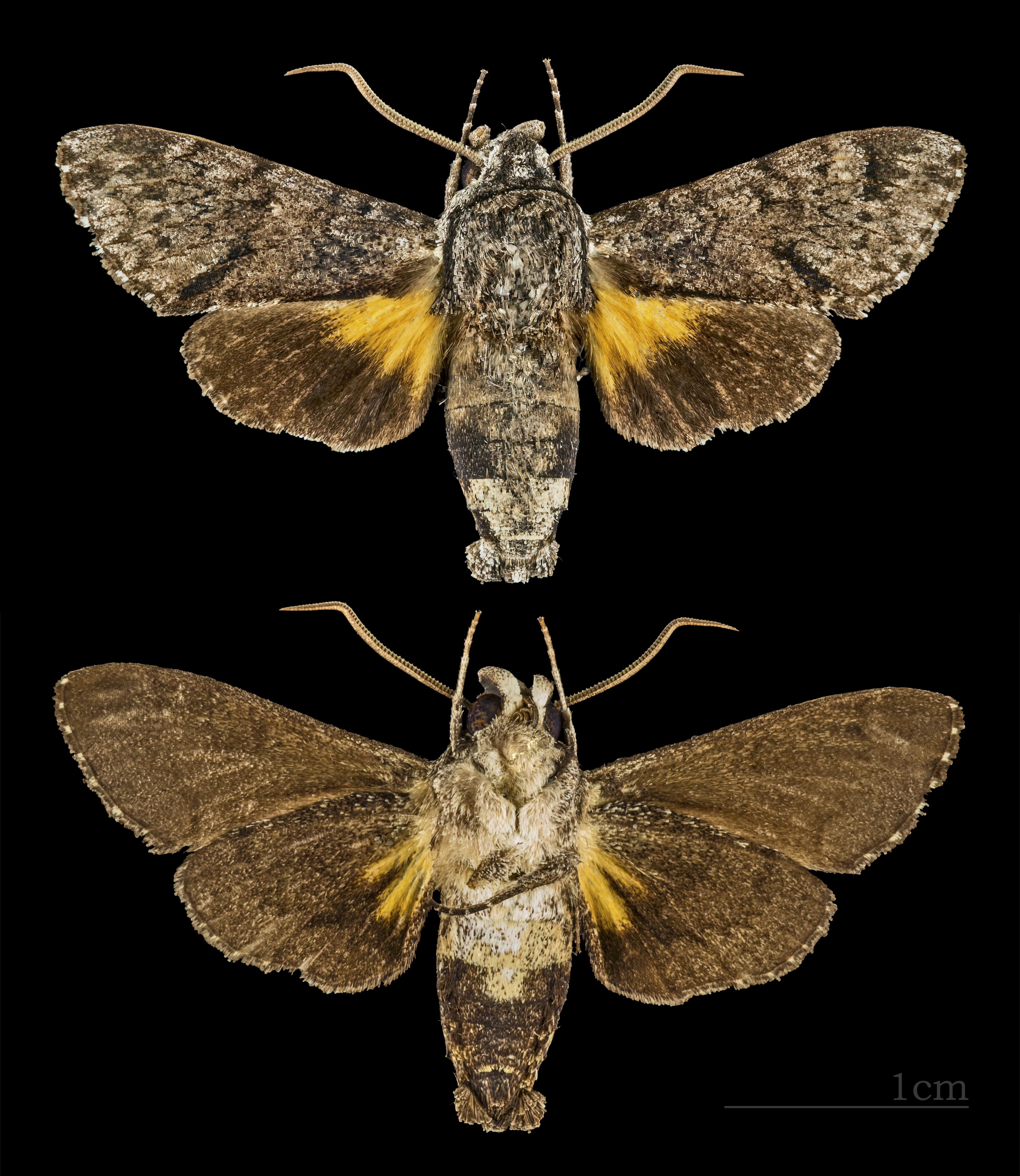
Cautethia spuria
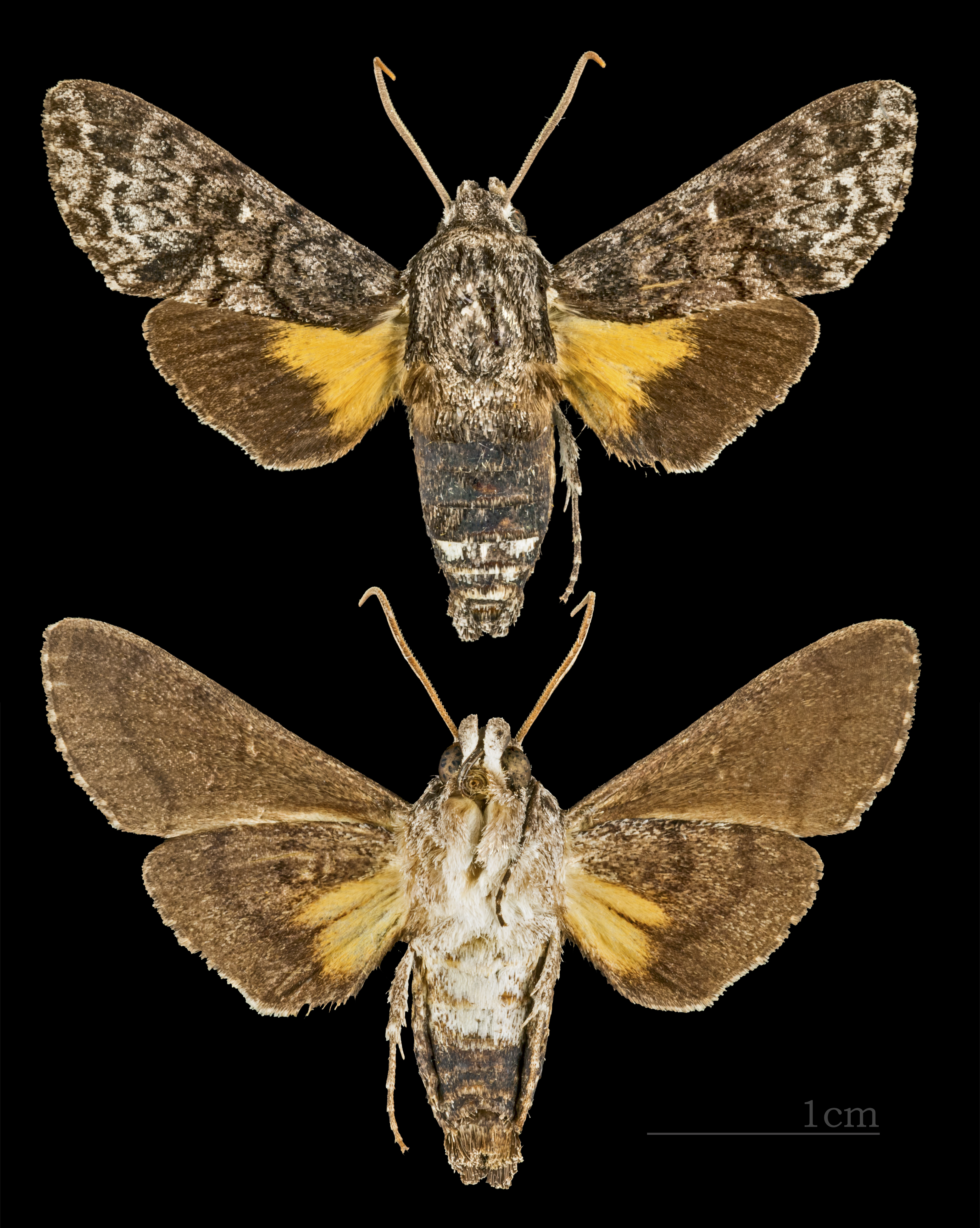
Cautethia yucatana